# Stadtwerke Überlingen
Die Stadtwerke Überlingen GmbH (Swü) ist Gesellschafter der Stadtwerk am See GmbH & Co. KG, die das operative Geschäft durchführt und das Personal übernommen hat. Die Swü betreibt die Bodensee-Therme in Überlingen, das dort benachbarte Strandbad West sowie den dazu gehörigen Parkplatz, vier Parkhäuser und den Stadtbus. in der Kurstadt am Bodensee. Das neueste Parkhaus Bodensee-Therme mit 189 Stellplätzen in der Bahnhofstrasse wurde im Dezember 2019 in Betrieb genommen.

## Geschichte
Die Stadtwerke Überlingen GmbH wurde 1986 als Energieversorger gegründet und bot ursprünglich Strom, Erdgas, Wasser und Fernwärme an. Nach der der Gründung der gemeinsamen Gesellschaft Stadtwerk am See GmbH & Co KG mit der Technische Werke Friedrichshafen GmbH im Jahr 2012, verblieb zunächst nur der Betrieb der Parkierungsanlagen. 2016 wurde die ehemalige Sport- und Freizeitanlagen GmbH, ebenfalls eine 100-%-Tochtergesellschaft der Stadt Überlingen, mit den beiden Freizeitbädern in die Swü gesellschaftsrechtlich integriert.

## Bildergalerie

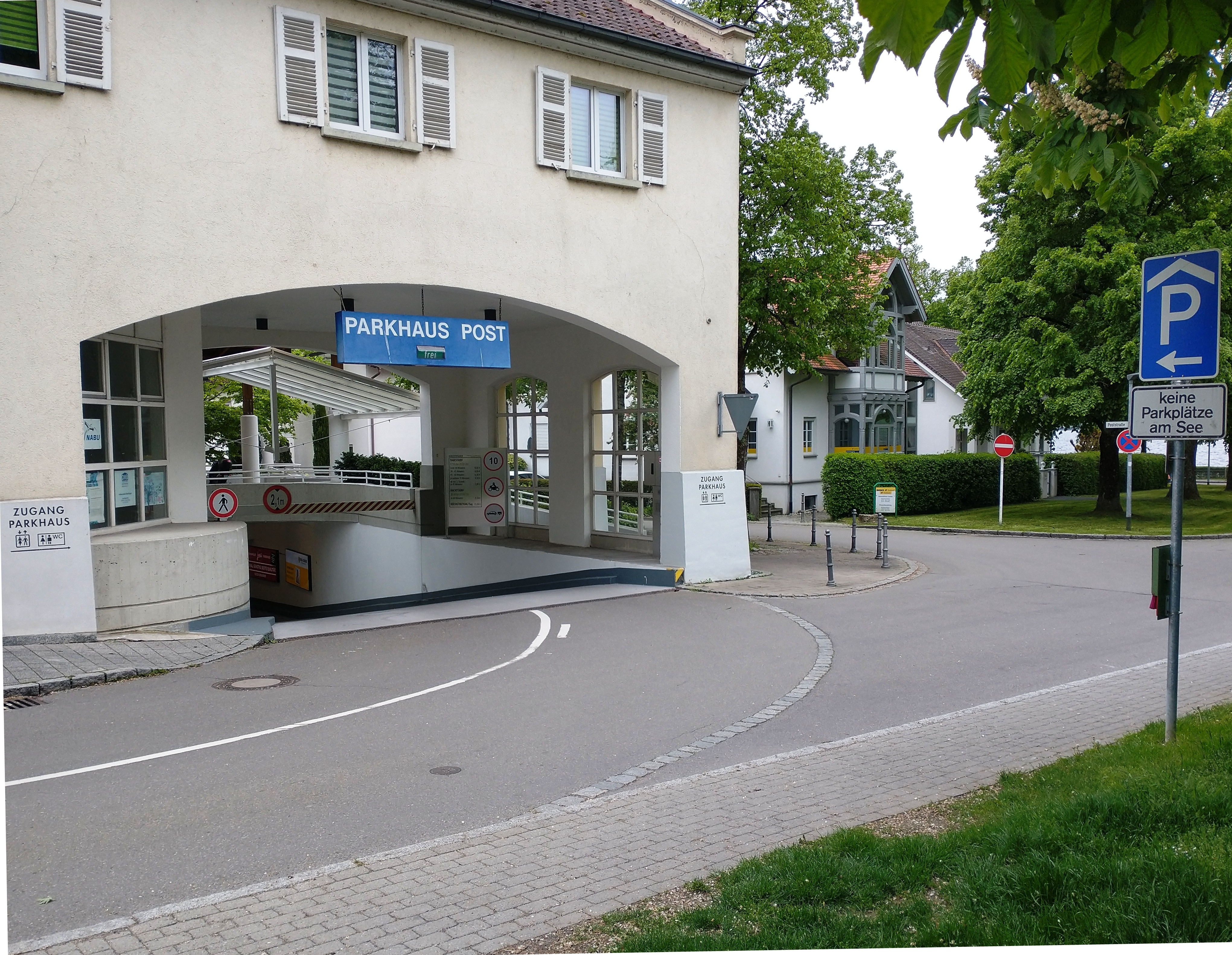
Einfahrt in die Tiefgarage Parkhaus Post
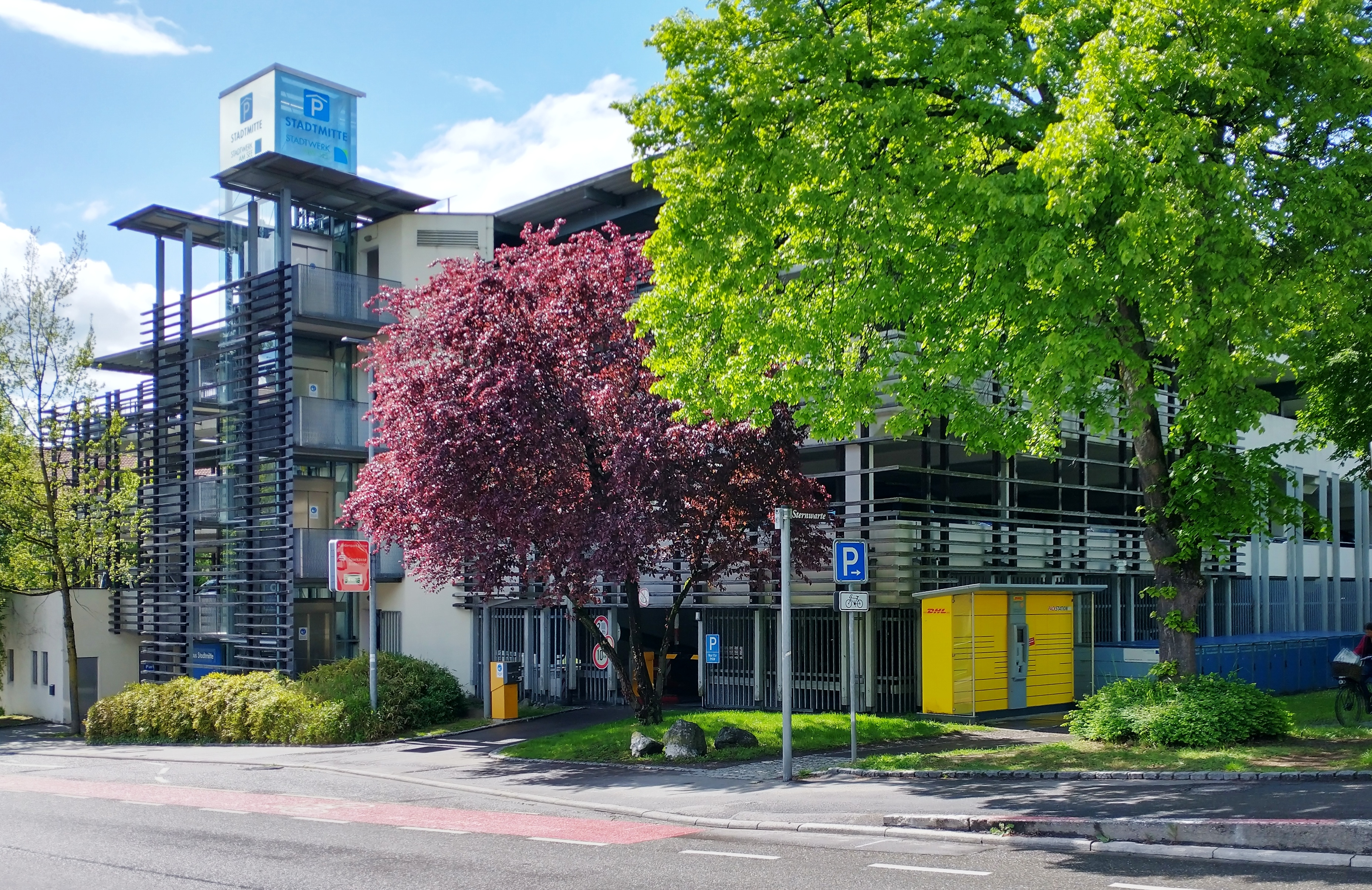
Parkhaus Stadtmitte
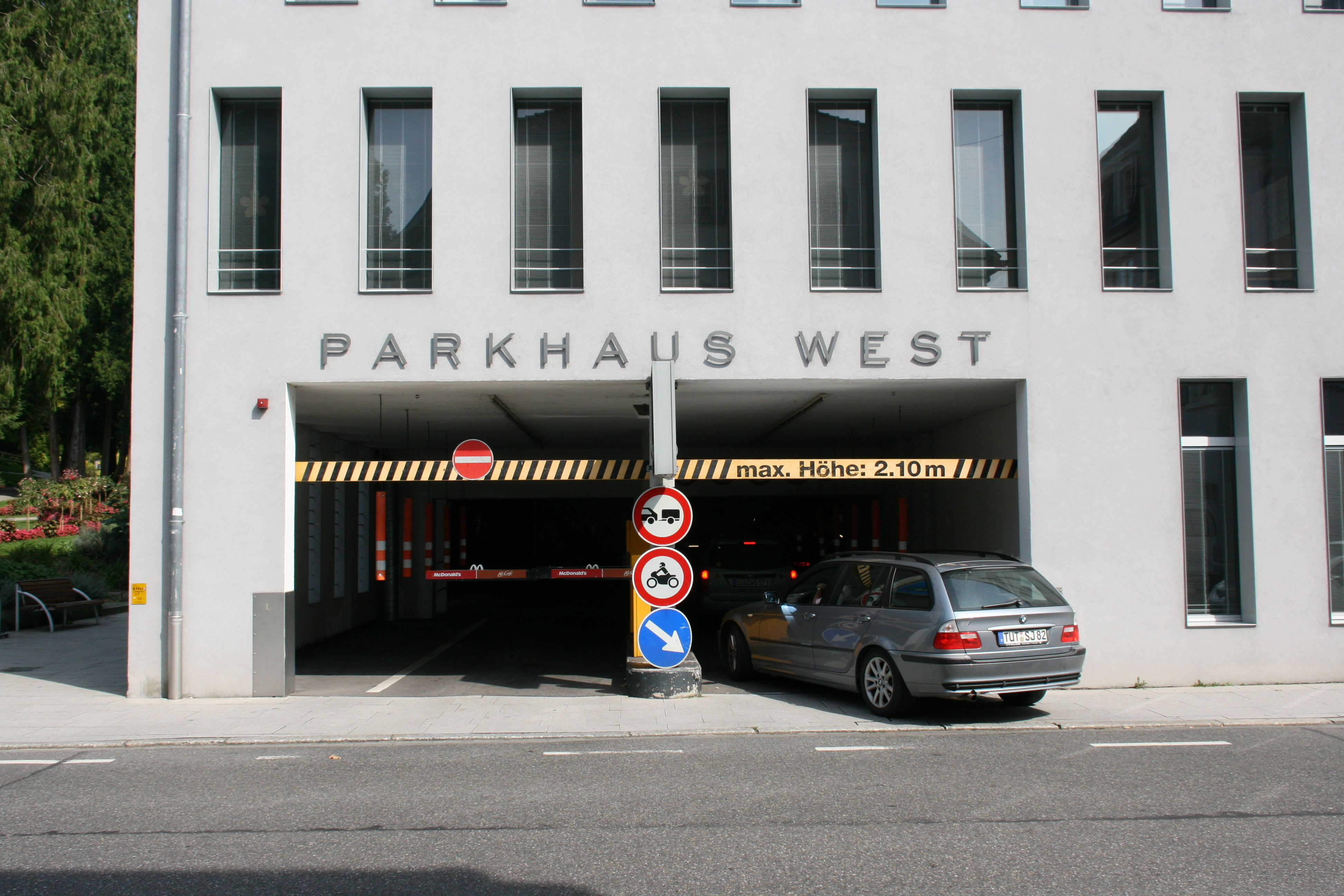
Parkhaus West
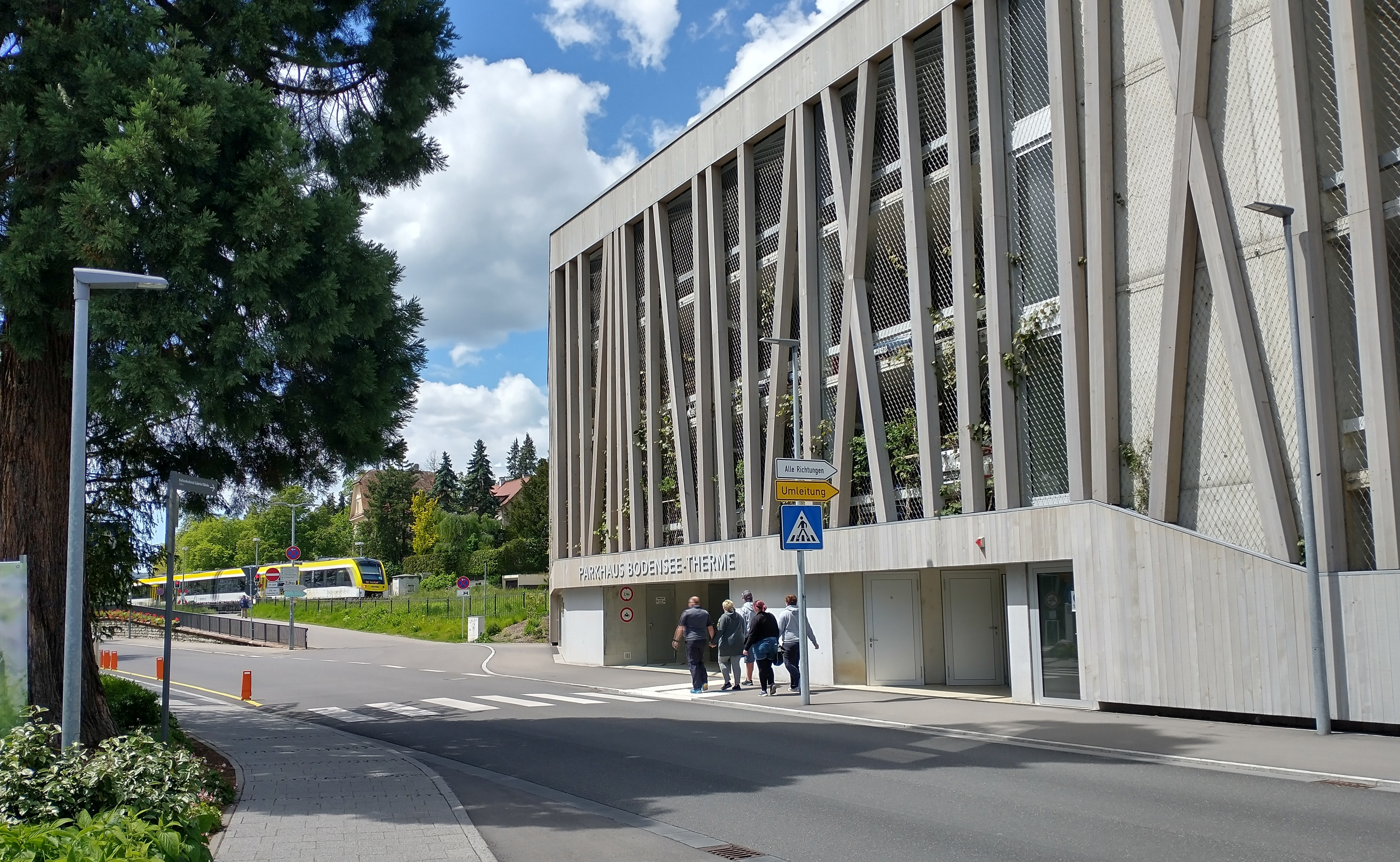
Parkhaus Bodensee-Therme
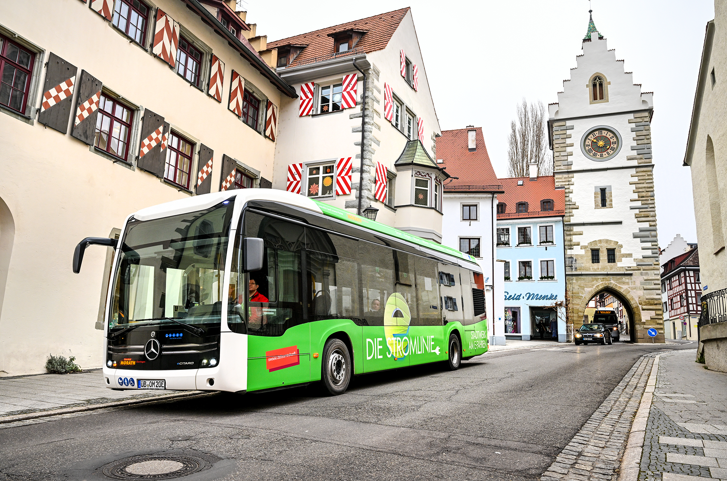
Stadtbus in Überlingen